# Marché secondaire
Le marché secondaire est le marché financier où les agents économiques peuvent acheter et vendre des actifs financiers déjà existants. Il s'agit d'un « marché de l'occasion », contrairement au marché primaire, qui est un marché de neuf. 

## Concept
Les marchés secondaires sont des marchés où s'échangent des actifs financiers déjà émis et achetés une première fois. Il s'agit à ce titre d'un marché d'occasion, où un actif change de main. Les marchés secondaires comportent à la fois un segment organisé (la bourse), et un segment de gré à gré (marchés privés, over-the-counter). 
On peut acheter sur les marchés secondaires des instruments financiers comme des actions, des obligations, des options et des contrats à terme. Ces instruments ont déjà été émis et achetés une première fois sur le marché primaire. Toute revente se fait sur les marchés secondaires.
Le cours de chaque instrument sur les marchés secondaires fluctue selon l'offre et la demande sur ce marché. La valeur des titres peut ainsi s'écarter de la valeur initiale du titre lors de l'émission.
Le marché secondaire a plusieurs rôles. Son premier est un rôle de liquidité, car le marché permet de liquider aisément des actifs financiers. Le deuxième est un rôle de veille, car le marché secondaire agit comme une sorte de thermomètre de la santé financière.